# Popstar (альбом)
Popstar (укр. поп-зірка) — восьмий студійний альбом російської співачки Інстасамки, випущений 16 грудня 2022 року на лейблі NaMneCash Music. Продюсером альбому виступив чоловік Інстасамки Moneyken.

## Просування альбому
До альбому увійшли три сингли: «Popstar», «Волосы назад» та «За деньги да», на два з яких було випущено музичні відео та які увійшли до литовського чарту Single Top 100. Пісня «Kak Mommy» також увійшла до чарту Литви, де досягла 12-ї позиції.
Весняний тур, який мав відбутися в Росії, спочатку оголошений та запланований на 2023 рік, був перенесений на рік після скасування деяких концертів у таких містах, як Волгоград та Сочі, на знак протесту з боку регіональної влади, яка стверджує, що артист «порушив статтю 228.1 кримінального кодексу РФ». Також концерт Інстасамки було скасовано в Ризі у квітні після того, як міністр закордонних справ Едгарс Рінкевичс вніс співачку до чорного списку Латвії, заборонивши їй в'їзд на територію країни на невизначений термін.

## Трек лист
Усі пісні продюсовані Moneyken.
| #     | Назва                       | Тривалість |
| ----- | --------------------------- | ---------- |
| 1.    | «Этот огонь»                | 2:10       |
| 2.    | «Что ты хочешь»             | 2:14       |
| 3.    | «Волчок» (разом з Moneyken) | 2:20       |
| 4.    | «За деньги да»              | 1:59       |
| 5.    | «Сто раз»                   | 2:11       |
| 6.    | «Три слова»                 | 2:31       |
| 7.    | «Popstar»                   | 2:18       |
| 8.    | «Эй проснись»               | 2:24       |
| 9.    | «Как Mommy»                 | 2:09       |
| 10.   | «Волосы назад»              | 2:13       |
| 11.   | «World Star»                | 2:38       |
| 25:25 |                             |            |

## Чарти
| Чарт (2023)    | Вища позиція |
| -------------- | ------------ |
| Латвія (LaIPA) | 1            |
| Литва (AGATA)  | 5            |